# Thomas Turolo
Thomas Turolo (Udine, 4 novembre 1980) è un regista italiano.

## Biografia
Nato a Udine Italia, dopo una prima esperienza come studente di Medicina e Chirurgia all'Università di Trieste, si laurea al Dams dell'Università di Udine;   inizialmente è conosciuto con il nome d'arte di Thomas "Wild" Turolo. Prima di intraprendere la carriera di regista lavora alcuni anni come attore teatrale, doppiatore e conduttore radiofonico. Dal 2014 è anche produttore e sceneggiatore
L’interesse verso l’uomo e la sua tutela porta il regista a realizzare una serie di documentari dal forte carattere sociale e antropologico. Nel frattempo continua a lavorare come attore, doppiatore e direttore di doppiaggio, sceneggiatore sia per il cinema che per la pubblicità.
Nel 2009 Thomas Turolo gira un documentario dal titolo “Ali di sale”, con distribuzione indipendente, sul tema dell’assenza del lavoro e degli effetti sulla psiche dell’individuo.
Nel 2010 si reca in Syria poco prima dello scoppio della rivoluzione per ritrarre per la prima volta, nel documentario “Mafi rabia’-non c’è più primavera”, la vita dei beduini siriani a rischio sedentarizzazione, è proiettato in Italia e Spagna e attualmente tradotto in 4 lingue.
Nell’anno 2013 si reca in Sri Lanka per narrare le condizioni di vita della popolazione Tamil, sconfitta nella guerra intestina conclusasi nel 2005. Il film viene riproposto in parti da RAI2 all'interno di trasmissioni di approfondimento sul tema.
Nel 2013/2014 Thomas Turolo si dedica, con il documentario Ogni singolo giorno, prodotto e distribuito da Rogiosi Editore, al tema della reazione umana e sociale dinanzi al dramma dello sversamento dei rifiuti nelle province di Napoli e Caserta (la terra dei fuochi).
Nel 2014 fonda la casa di produzione cinematografica e audiovisiva Red On Productions. Nel 2017, nel ruolo di produttore e poi regista, inizia lo sviluppo del docufilm “Dieç-il miracolo di Illegio”, realizzato nell'anno 2018 e nel 2019 uscito nei cinema nazionali (con testimonial d'eccezione come Carla Fracci e Beppe Menegatti) e in televisione, la cui fotografia è curata da Federico Annicchiarico.
Nel 2019 viene chiamato a dirigere il docufilm "Sinfonia di viaggio", girato tra la Moldavia e l'Italia, primo esempio di documentario patrocinato dal MIUR e dall'AFAM e prodotto da un conservatorio italiano (Conservatorio Jacopo Tomadini di Udine), trasmesso integralmente da RAI3 (FVG).
Nel 2021 vince il concorso nazionale "La realtà che non esiste 3" con una sceneggiatura dedicata ai temi sociali delle challenge on line, indetto da RAI Cinema in collaborazione con la casa di produzione OneMore Pictures di Roma. A seguito del concorso dirige come regista il cortometraggio La regina di cuori, prodotto da RAI Cinema e OneMore Pictures; il cortometraggio è presentato in evento speciale alla 78ª Mostra internazionale d'arte cinematografica di Venezia.

## Filmografia

### Regista
- Mafi rabia-non c'è più primavera (2010)
- Ogni singolo giorno
- Dieç il miracolo di Illegio (2019)
- Sinfonia di viaggio (2019)
- La regina di cuori (2021)